# Ruta Provincial 412 (San Juan)
La Ruta Provincial 412 es una carretera argentina, que se encuentra en el centro oeste de la Provincia de San Juan. Cuyo recorrido es de 121 kilómetros, teniendo como extremos la Ruta Nacional 149 y la Ruta Provincial 406. Tiene la particularidad de comunicar los cordilleranos valles de Iglesia y Calingasta.
Esta ruta circula de norte a sur. 
Conecta las localidades de Calingasta, Villa Corral, Bella Vista, Villa Nuevo, Tocota e Iglesia.
A lo largo de su recorrido se observa un paisaje desértico escasamente cultivado, con serraías y al fondo la imponente Cordillera de los Andes, poblado con pequeños núcleos agrícolas.

## Recorrido
Departamento Iglesia
- Iglesia kilómetro 0
- Quebrada de Chita km 5
- Tocota km 36

Departamento Calingasta
- Villa Nueva km 88
- Bella Bista km 97
- Villa Corral km 106
- Calingasta km 121

- Datos: Q6114301